# Doug Ford (politiker)
Douglas Robert Ford Jr., mer känd som Doug Ford, född 20 november 1964 i Etobicoke i Ontario, är en kanadensisk affärsman och politiker för Ontarios progressiva konservativa parti som sedan 2018 är ledamot av Ontarios lagstiftande församling och som innehar rollen som Ontarios premiärminister.
Ford har beskrivits som en högerpopulist.

## Biografi
Sedan ungdomen har han arbetat för det framgångsrika familjeföretaget Deco Labels som grundades av sin far, Douglas Bruce Ford Sr. Han arbetade sig upp i företaget och övertog rollen som dess VD efter pappan och ansvarade för dess expansion med öppnandet av två kontor i USA.
Den yngre brodern Rob Ford var Torontos borgmästare från 2010 fram till 2014. Doug Ford var under sin brors tid som borgmästare folkvald ledamot i Torontos fullmäktigeförsamling. Efter att brodern drog sig ur borgmästarvalet 2014 pga sin cancerdiagnos övertog Doug platsen på valsedeln, men förlorade valet.
I mars 2018 valdes han till ledare för progressiva konservativa partiet i Ontario och i valet till den lagstiftande församlingen 7 juni 2018 erhöll partiet egen majoritet med 76 av 124 mandat och Ford svors därefter in som provinsens premiärminister.